# Bill Mazeroski
William Stanley Mazeroski (Wheeling, Virginia Occidental, 5 de septiembre de 1936), más conocido como Bill Mazeroski, es un exbeisbolista profesional estadounidense. Jugaba en la posición de segunda base y desarrolló toda su carrera en los Pittsburgh Pirates de las Grandes Ligas de Béisbol (MLB). Es miembro del Salón de la Fama del Béisbol.

## Carrera
Mazeroski jugó como profesional 17 temporadas en Pittsburgh Pirates (1956-1972), equipo en el que se retiró.

## Reconocimiento
En 2001, ingresó como miembro al Salón de la Fama del Béisbol.